# قانون أملاك الغائبين (إسرائيل)
قانون «أملاك الغائبين» (بالعبريّة: חוק נכסי נפקדים) هو قانون سُنّ في الـعشرين من مارس\آذار 1950 ويُعرّف كلّ من هُجّر أو نزح أو ترك حدود فلسطين المحتلّة حتّى تشرين ثاني من عام 1947، من أيّ سبب كان وبالذات بسبب حرب الاحتلال، على أنّه غائب. هذا التعريف يخوّل للسلطات الإسرائيليّة و«القيّم» على أملاك الغائبين بالاستيلاء على أملاك المهجّرين الفلسطينيين. هذا القانون استبدل «إجراءات الطوارئ» الّتي نظّمت الأمور منذ الاحتلال عام 1948 وحتّى 1950.
هدف القانون إلى منع عودة أي من المهجّرين العرب إلى الأراضي أو الممتلكات الّتي تركها قبيل حرب الاحتلال أو أثناءها أو بعدها.

## ما قبل القانون
اُتّخذت عدّة إجراءات لاستيلاء أملاك الفلسطينيين بين أعوام 1948 و1950 حتّى إصدار القانون:
- في آذار 1948 أقامت الهاغاناه لجنة «الأملاك العربيّة في القرى»
- في نيسان 1948 بعد احتلال حيفا عُيّن قيّم عام على أملاك العرب في الشمال
- في أيّار عام 1948 بعد احتلال يافا عُيّن قيّم آخر فيها
- لاحقًا أُنشئت دائرة باسم «دائرة أملاك العرب» وكانت مهمّتها مراقبّة الاملاك العربيّة الّتي تسيطر القوّات الإسرائيليّة عليها
- في تمّوز 1948 عُيّن قيّم عام على كافّة أملاك الغائبين (وهو القيّم العامّ الأوّل)
- في كانون الأول 1948 أُصدرت أوّل مجموعة أنظمة تُرتّب أملاك الغائبين
- في حزيران وأيلول وتشرين الثاني وكانون الأوّل من عام 1949 أُصدرت عدّة قوانين تحدّد مفعول الأنظمة السابقة

## سنّ القانون
عُيّن «دافيد شابرير» في ال21 من تمّوز عام 1948 ليكون القيّم الأوّل على أملاك الغائبين، وفي 23 من أيّار عام 1949 توجّه شابرير إلى وزير الماليّة «إليعازر كابلان» وطلب توسيع صلاحيتته، ليصبح مالكًا للعقارات بدلًا من «محافظًا» عليها، وليمنع الفلسطينيين المهجّرين مالكي الأراضي والأملاك من العودة إلى إليها لاحقًا.
بعد سنة من هذه التطوّرات، في عام 1950، سنّت الكنيست قانون أملاك الغائبين والّذي بموجبه استولت سلطة الاحتلال الإسرائيليّ على أملاك المهجّرين من أراضي فلسطين المحتلّة.

## القانون
يُعرّف القانون «الغائب» على أنّه من يحقق أحد البنود التالية:
- من كان يمتلك أملاكًا في فلسطين المحتلّة، أو كان يمتلك عقارات واستعملها؛ وفي الفترة ما بين العشرين من شهر مارس عام 1947 حتّى حين إلغاء وضع الطوارئ، كان مواطنًا في الأردن، أو لبنان، أو مصر، أو سوريّة، أو العراق، أو السعوديّة، أو اليمن، أو ساكنًا في إحدة مناطق فلسطين غير المحتلّة.[3]
- من كان مواطنًا في دولة «إسرائيل» وخرج حتّى الأول من سبتمبر\أيلول عام 1948 إلى مكان خارج «إسرائيل».[3]
- من كان مواطنًا في دولة إسرائيل وخرج إلى مكان في «أرض إسرائيل» الكبرى (والّتي يُقصد بها كامل التراب الفلسطينيّ) كان محكومًا من قبل جهات ترفض وتعادي إقامة دولة «إسرائيل».[3]

عين وزير الماليّة بحسب القانون مجلس موكَّل بأملاك الاغائبين، والّذي يترأسه القيّم على كافّة أملاك الغائبين. تُمنح أملاك الغائبين للقيّم وهو يقرّر كيفيّة التصرّف بها. أُعطيت للقيّم صلاحيات عديدة، منها إدارة الأعمال القائمة على عقارات الغائبين أو إزالة هذه الأعمال، والدفع للمتضررين من أموال الغائب، وطرد الأشخاص الّذين يسيطرون على الأملاك بما لا يحقّ لهم، وأخراج أوامر هدم البنايات غير القانونيّة المبنيّة على العقارات، وهكذا. يحقّ للقيّم بيع العقارات من الأراضي لسلطات التطوير الرسميّة.

## استعمال القانون
بعد سنّ القانون ودخوله إلى حيّز التنفيذ، اُستعمل كثيرًا ضدّ العرب الّذين هُجّروا أو نزحوا من «الدولة» وتركوا أملاكهم خلفهم. الكثير من الأملاك أُعطيت «للقادمين الجدد» وجزء منها اُستعمل كمرافق عامّة للجمهور. يُمكن استعمال القانون على من تركوا أملاكهم بعد حرب الاحتلال بسنوات عديدة، وذلك لأنّ «حالة الطوارئ» لم تُلغى حتّى الآن.

### الغائبون الحاضرون
الغائبون الحاضرون هو مصطلح غير رسميّ والّذي اُستعمل للمرّة الأولى في سنوات الخمسين ليصف العرب سكّان «إسرائيل» الّذين سُجّلوا كغائبين عن أملاكهم وأراضيهم، وسُلبت أراضيهم وبيوتهم منهم بواسطة القانون وأصبحت ملكًا للموكّل عن أملاك الغائبين أو ملكًا لسلطات التطوير الرسميّة.
بعض الغائبين الحاضرين لم يتركوا بيوتهم، ولكن بلدانهم لم تكن تحت سيطرة «إسرائيل» في التواريخ المحدّدة بحسب القانون (مثل بعض قرى المثلّث والجليل)، وأصبحت تحت سيطرة إسرائيل في وقتٍ لاحق. بعضٌ آخر من الغائبين الحاضرين هربوا من بيوتهم وعادوا إليها لاحقًا أو تسلّلوا إلى فلسطين المحتلّة لاحقًا بعد اتفاقيّات وقف إطلاق النار.
قُدّر عدد الغائبين الحاضرين في عام 1950 بـ46 ألف شخص.

### في سنوات الخمسين
جزء كبير من الأراضي التي يمتلكها الصندوق القومي الإسرائيلي مُنحت له من السلطات الإسرائيليّة بعد قيام الدولة في صفقتين ضخمتين اشتملتا على أملاك الغائبين الثابتة (غير المتحرّكة- الأراضي وغيرها).

### القدس بعد حرب 1967
اُحتلّت القدس عام 1967 في حرب الستّ أيام وأصبحت الضفّة الغربيّة وشرقيّ القدس تحت سيطرة الاحتلال الإسرائيليّ. بعد الحرب مباشرةً ضُمّت منطقة القدس ليشتمل القانون عليها أيضًا، ولُتعرّف كافّة العقارات في شرقيّ القدس والّتي يمتلكها سكّان شرقيّ القدس والضفّة والأراضي العربيّة على أنّها أملاكًا للغائبين.
في تشرين الثاني من عام 1968 المستشار القضائيّ للحكومة والمدعوّ بـمئير شمغار أصدر تعليمات تمنع تنفيذ القانون على الأملاك الموجودة في شرقيّ القدس والّتي يمتلكها سكّان الضفّة الغربيّة، وهذا لأنّ «الأملاك لم تُعرّف كأملاك للغائبين قبل احتلال شرقيّ القدس، ولم تكن لتعرّف كأملاك غائبين لو بقيت منطقة شرقيّ القدس جزءًا من مناطق الضفّة الغربيّة.» بحسب قوله. وتبع هذا تعديلًا في البند الثالث من قانون ترتيب القانون والإدارة عام 1970، حيث قُرّر أنّ قانون أملاك الغائبين لا ينطبق على أملاك السكّان الّذين سكنوا في شرقيّ القدس عند احتلال القدس، ولم يتطرّق القانون إلى أملاك سكّان الضفة الغربيّة.
في كانون الأوّل عام 1977 آصدر وزير العدالة «شموئيل تمير» ووزير الزراعة «أريئيل شارون» بروتوكولًا جديدًا، وبحسبه يمكن لسكّان الضفّة الغربيّة الّذين يمتلكون أملاكًا في شرقيّ القدس أن يتوجهوا إلى القيّم بأملاك الغائبين وأن يطلبوا استرداد أملاكهم وأن يستعملوها. كان هذا البروتوكول مؤقتًا وعُلّق لاحقًا لإعادة فحصه بعد محاولة تطبيقه. في عام 1986 أعيد تعريف سكّان الضفّة الغربيّة الّذين يملكون عقارات وأملاك في شرقيّ القدس على أنهم «غائبين» وشملهم قانون أملاك الغائبين مرّة أخرى بأمرٍ من قضاة المحكمة العليا «مريم بن بوريت» و«أهرون باراك أبرهام حليمة».
لجنة كلوغمان عام 1992
أقيمت لجنة كلوغمان عام 1992 من أجل تقصي الحقائق حول موضوع البناء في القدس الشرقية، واللجنة على اسم رئيسها حاييم كلوغمان –مدير عام وزارة القضاء في حينه-. يرجع سبب إنشاء اللجنة إلى الجدل الجماهيري بسبب النهج الحكومي في القدس الشرقية فيما يتعلق بتطبيق قانون أملاك الغائبين فيها، بحيث وجهت اللجنة نقداً لاذعاً لهذا النهج الحكومي، واشارت إلى تشابك المصالح وخاصة في ظل إعلان أملاك معينة أنها ألاك غائبين، وتحويلها إلى جمعيات يمينية في القدس الشرقية. لذلك، أوصى المستشار القضائي للحكومة يوسيف حريش بضرورة التوقف عن تطبيق هذا القانون، وتبنى رئيس الحكومة يتسحاق رابين هذه التوصية، إلا أن موقف الحكومة تبدل لاحقا.
قانون الغائبين في القدس 2004-2005
عقب البدء بإنشاء جدار الفصل العنصري عام 2002، قدم عدد من اصحاب الأراضي الفلسطينية من سكان بيت لحم وبيت جالا التماسا إلى المحكمة العليا من أجل أن يتأمن لهم طريقة للوصول إلى حقول الزيتون التي يملكونها في القدس، بحيث زرعوا حقولهم على مدار سنوات طويلة، وجاء جدار الفصل العنصري وفصل بين السكان وبين أملاكهم وأراضيهم. وعلى الرغم من التزام الجيش الإسرائيلي بشكل صريح أن يقوموا بمنحهم تصاريح للوصول إلى اراضيهم، الا ان ذلك لم يتم، وأطلعت السلطات لاحقا عام 2004 أصحاب الأراضي بأنه لن يتم إصدار أي تصاريح للدخول إلى القدس، بحيث أن هذه الأراضي لم تعد ملكا لهم وتم تحويلها إلى القيم على املاك الغائبين وفقا لقانون أملاك الغائبين عام 1950.
أرسل المستشار القضائي للحكومة ميني مزور إلى وزير المالية في حينه بنيامين نتنياهو رسالة حادة اللهجة، وطالبه بضرورة التوقف الفوري عن تطبيق قانون أملاك الغائبين على أملاك سكان الضفة الغربية في القدس الشرقية:
«يتعين التوضيح أن هذا القرار لا يمكن له أن يمر، اذ ليس من صلاحية اللجنة الوزارية لشؤون القدس منح تفسير قضائي لحدود سلطة القيم على أملاك الغائبين، وليس من مهامها الانشغال بوضع سياسة بشأن السلطات الممنوحة بموجب قانون أملاك الغائبين <...> أطالبك أن تأمر بوقف فوري لاستخدام قانون أملاك الغائبين بخصوص أملاك في شرق القدس وتابعة لسكان يهودا والسامرة». –من رسالة مزوز إلى نتنياهو في 1 شباط 2005.
جاء رد نتنياهو على مزوز بمؤتمر صحافي تم عقده بعد يوم واحد من قرار مزوز، وقال نتنياهو في تصريحه أن: «غالبية الشعب الإسرائيلي وحكومته اتخذوا قرارا بأن القدس تحت السيادة الإسرائيلية، كيافا، والرملة وعكا وبئر السبع وحتى ايلات وكريات شمونه، وعلى هذا الأساس تصرفت حكومات إسرائيل باستثناء بعض الحكومات كحكومة باراك ورابين». وأضاف نتنياهو بأن حكومة شارون أعادت التعامل مع القدس كما يجب، وأن اتخاذ هذا القرار، جاء بدوافع صهيونية سيادية، تستند إلى فكرة ان القدس وحدة. ولذلك، في رد نتنياهو على مزوز، اعترف بشكل صريح وواضح بأن التعامل مع هذا القانون هو قرار أيديولوجي سياسي، أي أنه ربط ذلك بأسباب استعمارية سياسية، وهذا ان دل على شيء، فهو يدل على أن قانون أملاك الغائبين ركيزة من ركائز الصهيونية الاستعمارية.
في عام 2006 قرّرت المحكمة العليا أنّ القانون غير قائم على مناطق شرقيّ القدس لعدم تلاؤمه مع «الثورة القانونيّة» الّتي انتقدت الكثير من سياسات القوانين في «إسرائيل». رغم ذلك، كانت هناك العديد من الالتماسات الّتي أدّت إلى تنفيذ قانون أملاك الغائبين على ممتلكات لسكّان الضفّة الغربيّة والموجودة في شرقيّ القدس.
منذ عام 2006 أصبح تطبيق القانون بصورة أخف مما كانت عليه، إلا أنه وجب التنويه إلى ان القضايا التي تصل إلى المحاكم الإسرائيلية هي التي نسمع عنها، بسبب تكتم سلطة الاحتلال على الاحصائيات الدقيقة في ذلك، حتى لا تتأثر العلاقات الخارجية الإسرائيلية.
لاحقا، عام 2013، قدم مستشار الحكومة القانوني يهودا فاينشطاين وجهة نظره المتمثلة في السماح بتطبيق قانون املاك الغائبين في القدس، مع ضرورة وجود بعض البنود التي يجب توفرها بهدف تحرير العقار من يد القيم على املاك الغائبين واعادته لأصحابه، ومن بين هذه البنود أن يكون ملف صاحب الملك نظيفا أمنيا، وبذلك، يصبح القانون بالإضافة إلى كونه قانونا عنصريا، قانونا عقابياً. بالإضافة إلى ذلك، فهناك بند اخر متعلق بوجود لجنة خاصة تبحث موضوع تحرير الملك من يد القيم على أملاك الغائبين، ويترأس هذه اللجنة بنيامين نتنياهو ونائب مدير مكتبه ابراهام برافر. بذلك، فاينشطاين برأيه أبعد تطبيق قرارات مستشارين قضائيين سابقين، وأصبح القانون أكثر اقتلاعيا.

## مخلّفات القانون
يعد قانون أملاك الغائبين من القوانين الغريبة والتي تفتقد إلى منطقها، فهو يسمح للسلطات بأن تصادر أملاك الذي تركوا أرضهم وممتلكاتهم خوفا من الحرب، حتى ولو غابوا عنها بضع ساعات وانتقلوا لقرية مجاورة. ومن خلال هذا التشريع، استطاعت إسرائيل ان تحقق نتائج من خلال تطبيقها هذا القانون، وهذا كان على عدة أصعدة أهمها الاستيطان. ويؤكد بشكل واضح على موقف إسرائيل المعارض لعودة اللاجئين الفلسطينيين إلى ديارهم وممتلكاتهم.
استولى الاحتلال وسيطر على آلاف المنازل والعقارات وملايين الدونمات وضمن تحويل ملكيّة أملاك المهجّرين إلى ملكيّة «القيّم» ليمنع احتماليّة عودة المهجّرين الفلسطينيين إلى أراضيهم وممتلكاتهم الّتي خلّفوها ورائهم قبل حرب الاحتلال أو أثناءها أو بعدها.
استولى «القيّم» على ما يقارب:
- 300 قرية عربيّة بأراضيها والّتي تزيد مساحتها عن 3 ملايين دونم
- 280 ألف دونم من الأراضي الخصبة والبيّارات والأراضي المزروعة بالأشجار المثمرة
- 25 ألف بناء تحوي أكثر من 75 ألف مسكن و10 آلاف محل تجاريّ أو صناعيّ - تحوّلت هذه الأملاك إلى شركة عميدار لإسكان المتسجّلين اليهود فيها
- ربع مليون دنم من أرضي المواطنين الفلسطينيين الّذين بقيوا في الأرض المحتلّة بعد الاحتلال (الغائبون الحاضرون)

وفي تعزيز قانون أملاك الغائبين من الاستيطان، فإن علاقته بالمنظومة القانونية الإسرائيلية تبرهن على تحقيقهم مجتمعين أفضل النتائج فيما يتعلق بالاستيطان، إذ أن الصلة الوثيقة بين قانون املاك الغائبين وبين سلطة التطوير حققت ذلك، إذ أنه باعلان قيام سلطة التطوير سنة 1950، بهدف تركيز ممتلكات الغائبين، بدأت عملية نقل الأراضي التي سجلت على اسم القيم على أملاك الغائبين لصالح سلطة التطوير والتي حولت مساحات كبيرة لصالح الصندوق القومي اليهودي، بالإضافة إلى العلاقة الوثيقة بين قانون املاك الغائبين وقانون استملاك الارضي 1953، بحيث مُنحت سلطة التطوير صلاحيات تمكنها من نقل ملكية الأراضي إلى أي جهاز من أجهزة دولة إسرائيل، مع نص القانون على عرض التعويض لأصحاب الأراضي ليبدو وكأن الاستيلاء تم بشكل قانوني.